# Macromeracis thoracica
Macromeracis thoracica är en tvåvingeart som först beskrevs av Philippi 1865.  Macromeracis thoracica ingår i släktet Macromeracis och familjen vapenflugor. Inga underarter finns listade i Catalogue of Life.